# Galaxias gracilis
Galaxias gracilis är en fiskart som beskrevs av Mcdowall, 1967. Galaxias gracilis ingår i släktet Galaxias och familjen Galaxiidae. IUCN kategoriserar arten globalt som sårbar. Inga underarter finns listade i Catalogue of Life.